# 瑪努席哈
瑪努席哈，名稱結合了「人」與「狮」兩個詞，為半人半獅的生物，也是守護者的象徵，常設立於寶塔的四個角上，頭部為人，身體為獅子，可與司芬克斯相比。

## 語源學
瑪努席哈是巴利語。
瑪努薩(manussa)[人] + 席哈(sīha)[狮] 
= 瑪努席哈(manussīha)[人狮] 

## 歷史
235佛曆年（前309年），五位和尚的佛教傳教士到了素万那普(直通王國)蘇達摩普拉(現在稱為直通)。由於這座城市靠近大海，生活在海裡的罗刹斯一直都來吃王室的嬰兒。傳教士到達的同一天，王后剛剛生下一個嬰兒，五百位罗刹斯即將到來。人們看到這些，都被嚇壞了。傳教士和尚隨後用他們的神通力量創造了一千個可怕的圖像，一個人頭和兩個獅子的後軀（因此被稱為瑪努席哈（人狮）），圍繞著罗刹斯。罗刹斯逃跑了。然後人們成為佛教徒。瑪努席哈的照片被畫在棕櫚葉上，用作護身符。

## 註
1. ↑  

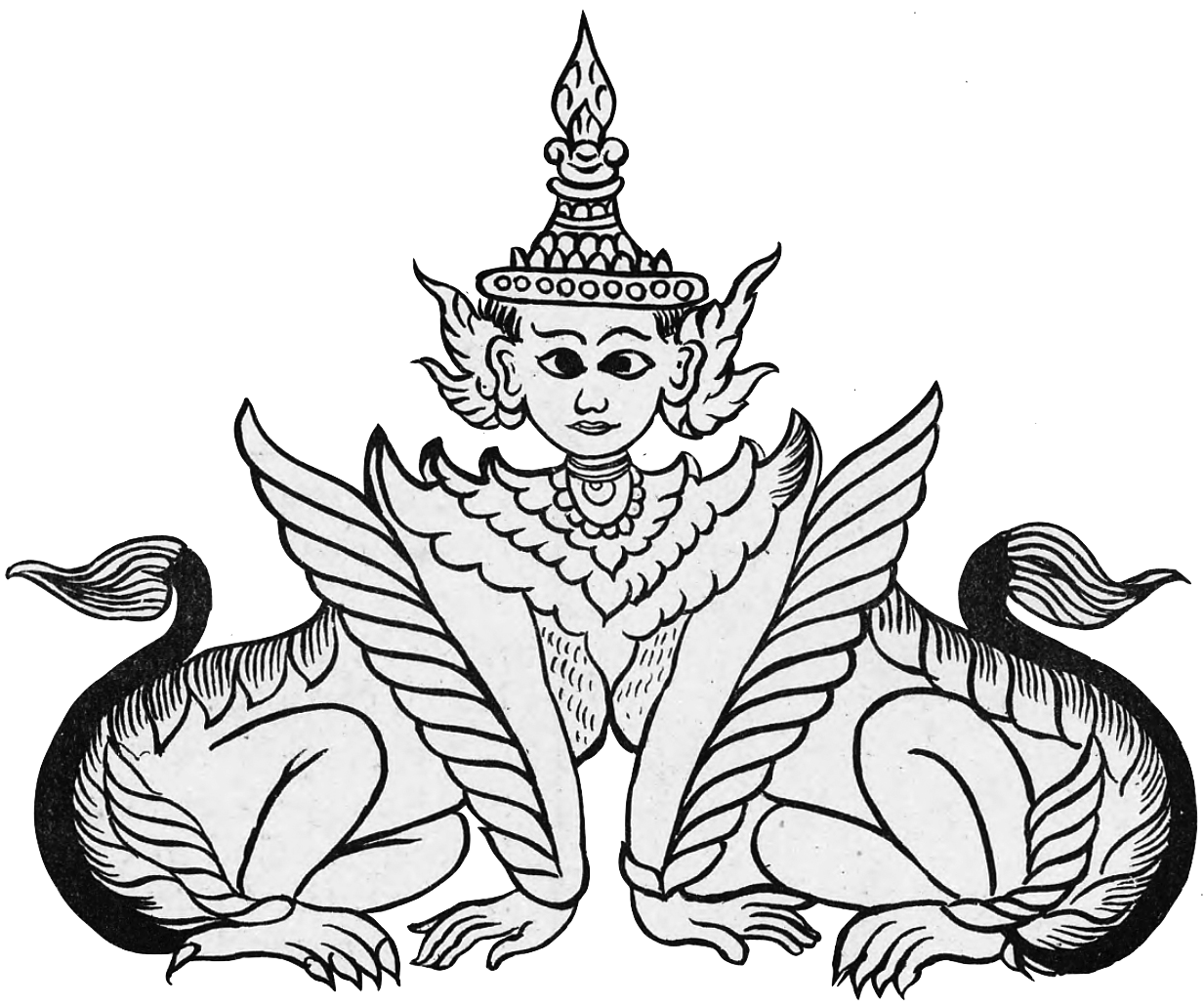

  - 緬甸語委轉寫系統: ma.nu.ssiha.
  - ALA-LC羅馬化系統: manussīha
  - BGN/PCGN羅馬化系統: manuthiha / manokthiha / manotthiha / ma note thiha
2. ↑  manuk siha